# Blow Me Down Provincial Park
Blow Me Down Provincial Park är en park i Kanada.   Den ligger i provinsen Newfoundland och Labrador, i den östra delen av landet, 1 400 km öster om huvudstaden Ottawa. Blow Me Down Provincial Park ligger 108 meter över havet.
Terrängen runt Blow Me Down Provincial Park är kuperad. Havet är nära Blow Me Down Provincial Park åt nordost.Runt Blow Me Down Provincial Park är det glesbefolkat, med 15 invånare per kvadratkilometer.. Närmaste större samhälle är Humber Arm South, 17,3 km sydost om Blow Me Down Provincial Park. 
I omgivningarna runt Blow Me Down Provincial Park växer i huvudsak blandskog.